# Liste d'œuvres d'art victimes de la mobilisation des métaux non ferreux
 (janvier 2021).
Cet article vise à recenser les œuvres d'art en bronze victimes de la mobilisation des métaux non ferreux en France, classées par région et département. Les œuvres étaient en grande majorité dans l'espace public et ont été fondues sous le régime de Vichy.

## Bretagne

### Côtes-d'Armor[N 1]
| Œuvre                                                    | Auteur                    | Commune             | Localisation                                                                    | Notes | Installation | Coordonnées                        | Illustration |
| -------------------------------------------------------- | ------------------------- | ------------------- | ------------------------------------------------------------------------------- | --- | ------------ | ---------------------------------- | --- |
| Buste de la République,                                  | À déterminer              | Belle-Isle-en-Terre | Sur la place de la République                                                   | Un buste de remplacement en granit réalisé par R. Lucas est installé en 1964. | 1910         | 48° 32′ 41″ nord, 3° 23′ 45″ ouest | Image manquante |
| Buste de la République et palme sur le piédestal,        | Jean-Antoine Injalbert    | Guingamp            | Sur la place de la République                                                   | Érigé sur la place du Vally en 1909. Un buste de remplacement en plâtre est installé[Quand ?]. Il est progressivement dégradé par les intempéries. Le monument est retiré en 1983. | 1924         | à géolocaliser                     | Image manquante |
| Buste d'Alfred de Courcy,                                | Jean Boucher              | Paimpol             | Sur le quai Pierre Loti                                                         | Représentait Alfred de Courcy. Le piédestal resté vide est retiré[Quand ?]. | 1905         | à géolocaliser                     | Image manquante |
| Buste d'Armand Dayot,                                    | Jean Boucher              | Paimpol             | 11 rue Nicolas Armez                                                            | Représentait Armand Dayot. Un buste de remplacement assez différent en pierre réalisé par Roger Prat est installé en 1956.                                                         | 1937         | à géolocaliser                     | Image manquante |
| Statue de Jean-François-Pierre Poulain de Corbion,       | Pierre-Marie-François Ogé | Saint-Brieuc        | Sur la place de la préfecture, renommée place du général de Gaulle par la suite | Représentait Jean-François-Pierre Poulain de Corbion. | 1889         | à géolocaliser                     | Statue de Jean-François-Pierre Poulain de Corbion« Monument à Jean-François Poulain-Corbion à Saint-Brieuc », sur À nos grands hommes,« Monument à Jean-François Poulain-Corbion à Saint-Brieuc », sur e-monumen                                                                               |
| Buste et allégorie du monument au docteur Jules Rochard, | Louis Breitel             | Saint-Brieuc        | Sur le rond-point du docteur Rochard                                            | Représentait Jules Rochard. Un buste de remplacement en marbre est installé en 1981.                                                                                               | 1900         | à géolocaliser                     | Buste et allégorie du monument au docteur Jules Rochard« Monument au docteur Rochard à Saint-Brieuc », sur À nos grands hommes,« Monument au docteur Rochard à Saint-Brieuc », sur e-monumen,(en) « Monument au docteur Jules Eugène Rochard à Saint-Brieuc », sur René et Peter van der Krogt |
| Buste de Charles Baratoux,                               | Jean Boucher              | Saint-Brieuc        | Sur la place Baratoux                                                           | Un buste de remplacement réalisé par Élie Le Goff est installé en 1949. | 1907         | à géolocaliser                     | Image manquante |

### Finistère
| Œuvre                             | Auteur         | Commune | Localisation                       | Notes | Installation | Coordonnées    | Illustration |
| --------------------------------- | -------------- | ------- | ---------------------------------- | --- | ------------ | -------------- | --- |
| Statue d'Armand Rousseau,         | Denys Puech    | Brest   | Sur la place du château            | Représentait Armand Rousseau. | 1903         | à géolocaliser | Image manquante |
| Buste de Gérald Mesny,            | Jean Boucher   | Brest   | Dans le square La-Tour-d'Auvergne  | | 1921         | à géolocaliser | Image manquante |
| Buste de Charles Cornic,          | Ludovic Durand | Morlaix | Sur la place des Otages            | Représentait Charles Cornic. Érigé en 1897 au pied du viaduc, à proximité de l'église Saint-Melaine. Retiré en 1903 et réinstallé à l'extrémité de la place Cornic, devant le bassin à flot. Retiré et déposé[Quand ?] au musée des Jacobins. le piédestal est démoli. Un buste de remplacement réalisé par Jean Fréour est installé en 1947 au bord du Léon, en face du 2 rue de La Villeneuve. | 1912         | à géolocaliser | Buste de Charles Cornic« Monument à Charles Cornic à Morlaix », sur À nos grands hommes,« Monument à Charles Cornic à Morlaix », sur e-monumen,(en) « Monument à Charles Cornic du Chesne à Morlaix », sur René et Peter van der Krogt |
| Statue de La Tour d'Auvergne,     | Hector Lemaire | Quimper | Sur la place de La-Tour-d'Auvergne | Représentait Théophile-Malo de La Tour d'Auvergne-Corret. Une statue de remplacement très différente en pierre réalisée par M. Robert est installée en 1948. | 1908         | à géolocaliser | Image manquante |
| Buste d'Henri de Lacaze-Duthiers, | Pierre Lenoir  | Roscoff | Sur la place Lacaze-Duthiers       | Représentait Henri de Lacaze-Duthiers. Un buste de remplacement identique réalisé par Mara Dominioni est installé en 2016. | 1920         | à géolocaliser | Image manquante |

### Ille-et-Vilaine
| Œuvre                                                   | Auteur                   | Commune    | Localisation                                                                               | Notes | Installation | Coordonnées                        | Illustration                                                                                  |
| ------------------------------------------------------- | ------------------------ | ---------- | ------------------------------------------------------------------------------------------ | --- | ------------ | ---------------------------------- | --------------------------------------------------------------------------------------------- |
| Statue du général Jean Ambroise Baston de Lariboisière, | Georges Récipon          | Fougères   | Sur la place Lariboisière                                                                  | Représentait Jean Ambroise Baston de Lariboisière. Une statue de remplacement réalisée par Louis Derbré est installée en 2000. | 1893         | 48° 21′ 09″ nord, 1° 12′ 10″ ouest | Statue équestre du général de Lariboisière · Statue équestre du général de Lariboisière       |
| Statue de Jean Leperdit,                                | Emmanuel Dolivet         | Rennes     | Sur la place du Champ-Jacquet                                                              | Représentait Jean Leperdit. Le buste est découpé et conservé dans le musée des Beaux-Arts. Une statue de remplacement identique est installée en 1994. | 1892         | 48° 06′ 47″ nord, 1° 40′ 49″ ouest | Statue de Jean Leperdit · Statue de Jean Leperdit                                             |
| Buste de Charles Joseph Lenoir                          | Pierre Lenoir            | Rennes     | Dans le parc du Thabor                                                                     | Représentait Charles Joseph Lenoir. Le piédestal reste vide. | 1925         | à géolocaliser                     | Buste de Charles Joseph Lenoir« Monument à Charles Lenoir à Rennes », sur À nos grands hommes |
| Buste de Jules Rieffel,                                 | Alexandre-Victor Lequien | Rennes     | Dans la cour d'honneur de l'école nationale supérieure d'agronomie, 65 rue de Saint-Brieuc | Représentait Jules Rieffel. Un buste de remplacement est installé[Quand ?]. | 1930         | 48° 06′ 49″ nord, 1° 42′ 22″ ouest | Buste de Jules Rieffel                                                                        |
| Statue de François-René de Chateaubriand,               | Aimé Millet              | Saint-Malo | Bastion du fort de la Reine                                                                | Représentait François-René de Chateaubriand. Érigée en face de l'hôtel de la Gicquelais en 1875. Elle est déplacée dans le jardin du casino en 1881. Une statue de remplacement en pierre, très différente, réalisée par Armel Beaufils est installée en 1948 dans le square du casino. | 1930         | 48° 39′ 05″ nord, 2° 01′ 16″ ouest | Image manquante                                                                               |

### Morbihan
| Œuvre                                                   | Auteur                    | Commune  | Localisation                                                       | Notes | Installation | Coordonnées                        | Illustration |
| ------------------------------------------------------- | ------------------------- | -------- | ------------------------------------------------------------------ | --- | ------------ | ---------------------------------- | --- |
| Buste du docteur Louis Bodélio,                         | Auguste Nayel             | Lorient  | Dans le square Bodelio (disparu lors de la Reconstruction)         | Représentait Louis Bodélio. | 1898         | 47° 44′ 51″ nord, 3° 21′ 28″ ouest | Buste du docteur Louis Bodélio« Monument à Louis Bodélio à Lorient », sur À nos grands hommes,« Monument à Bodélio à Lorient », sur e-monumen                                           |
| Statue d'Henri Dupuy de Lôme,                           | Pierre-Marie-François Ogé | Lorient  | Sur la place d'Armes                                               | Représentait Henri Dupuy de Lôme. Un médaillon réalisé par André Bizette-Lindet est installé[Quand ?] en remplacement. Une statue de remplacement en fonte de fer est installée en 1954 sur le quai du Péristyle dans l'arsenal. | 1899         | 47° 44′ 46″ nord, 3° 21′ 19″ ouest | Image manquante |
| Statue de Jules Simon,                                  | Denys Puech               | Lorient  | Sur la place du Morbihan, renommée depuis place Clemenceau         | Représentait Jules Simon. | 1905         | 47° 45′ 05″ nord, 3° 21′ 39″ ouest | Statue de Jules Simon« Monument à Jules Simon à Lorient », sur À nos grands hommes,« Monument à Jules Simon à Lorient », sur e-monumen                                                  |
| Médaillon du monument à Louis Nail,                     | Henri Gouzien             | Lorient  | Dans le square Nail (disparu lors de la Reconstruction)            | Représentait Louis Nail. Un médaillon de remplacement est installé en 1953 et le monument transféré boulevard Louis-Nail, près de l'hôtel « les gens de mer ».                                                                   | 1923         | 47° 44′ 52″ nord, 3° 21′ 54″ ouest | Image manquante |
| Monument à Alphonse Guérin,                             | Georges Bareau            | Ploërmel | Sur la place d'Armes                                               | Représentait Alphonse Guérin. Un buste et un bas-relief de remplacement en pierre sont installés[Quand ?]. Le monument est retiré et installé[Quand ?] sur le parking de l'hôpital.                                              | 1896         | à géolocaliser                     | Monument à Alphonse Guérin« Monument à Alphonse Guérin à Ploërmel », sur À nos grands hommes,« Monument à Alphonse Guérin à Ploërmel », sur e-monumen                                   |
| Statue du général Frédéric Henri Le Normand de Lourmel, | Joseph comte de Nogent    | Pontivy  | Sur la place Napoléon, renommée place Aristide-Briand par la suite | Représentait Frédéric Henri Le Normand de Lourmel. Une statue de remplacement réalisée par Ernest Diosi rapatriée de Lourmel est installée en 1963.                                                                              | 1861         | à géolocaliser                     | Statue du général Frédéric Henri Le Normand de Lourmel« Monument au général de Lourmel à Pontivy », sur À nos grands hommes,« Monument au général de Lourmel à Pontivy », sur e-monumen |
| Statue du docteur Ange Guépin,                          | Adolphe Léofanti          | Pontivy  | Sur la place de Martray                                            | Représentait Ange Guépin. Le piédestal est resté vide. | 1888         | 48° 04′ 06″ nord, 2° 57′ 55″ ouest | Statue du docteur Ange Guépin |
| Buste de Jean Leperdit,                                 | Laure Coutan              | Pontivy  | Dans le jardin de la mairie                                        | Représentait Jean Leperdit. | 1907         | à géolocaliser                     | Image manquante |
| Buste d'Ernest Jan,                                     | Laure Coutan              | Pontivy  | Dans le jardin de l'hôpital                                        | | 1909         | à géolocaliser                     | Image manquante |
| Buste du docteur Pierre-Charles Langlais,               | Gaston-Auguste Schweitzer | Pontivy  | Dans le square Langlais                                            | Représentait Pierre-Charles Langlais. Un buste de remplacement identique est installé en 1989. | 1925         | à géolocaliser                     | Image manquante |
| La sarzeautine du monument à Alain-René Lesage,         | E. de La Rochette         | Vannes   | Promenade de la Rabine                                             | Représente Alain-René Lesage. Le buste est déboulonné[Quand ?] et caché. Il est réinstallé en 1945. | 1892         | à géolocaliser                     | La sarzeautine du monument à Alain-René Lesage« Monument à Alain René Lesage à Vannes », sur À nos grands hommes,« Monument à Alain René Lesage à Vannes », sur e-monumen               |

## Centre-Val-de-Loire

### Cher
| Œuvre                   | Auteur                            | Commune         | Localisation                                                      | Notes                                                                                                  | Installation | Coordonnées                      | Illustration |
| ----------------------- | --------------------------------- | --------------- | ----------------------------------------------------------------- | --- | ------------ | -------------------------------- | --- |
| Le semeur d'ivraie,     | Jean Valette                      | Bourges         | Dans le jardin de l'hôtel de ville                                | | À déterminer | à géolocaliser                   | Image manquante |
| Statue de Jeanne d'Arc, | Anne de Rochechouart de Mortemart | Mehun-sur-Yèvre | Sur la place du château, renommée depuis place du général Leclerc | Représentait Jeanne d'Arc. Une statue de remplacement très différente en pierre est installée en 1982. | 1901         | 47° 08′ 37″ nord, 2° 12′ 59″ est | Statue de Jeanne d'Arc« Monument à Jeanne d’Arc à Mehun-sur-Yèvre », sur À nos grands hommes,« Monument à Jeanne d’Arc à Mehun-sur-Yèvre », sur e-monumen,(en) « Monument à Jeanne d’Arc à Mehun-sur-Yèvre », sur René et Peter van der Krogt · Statue de Jeanne d'Arc« Monument à Jeanne d’Arc à Mehun-sur-Yèvre », sur À nos grands hommes,« Monument à Jeanne d’Arc à Mehun-sur-Yèvre », sur e-monumen,(en) « Monument à Jeanne d’Arc à Mehun-sur-Yèvre », sur René et Peter van der Krogt |

### Eure-et-Loir
| Œuvre                                 | Auteur                      | Commune          | Localisation                                                              | Notes | Installation | Coordonnées    | Illustration |
| ------------------------------------- | --------------------------- | ---------------- | ------------------------------------------------------------------------- | --- | ------------ | -------------- | --- |
| Monument à Louis Pasteur              | Paul Richer                 | Chartres         | Sur la place Saint-Michel                                                 | Un monument de remplacement identique réalisé par Muller est installé boulevard Charles-Fessard en 1950. Inscrit MH (2017).                              | 1903         | à géolocaliser | Monument à Louis Pasteur · Monument à Louis Pasteur |
| Monument à Noël Ballay                | Henri Allouard              | Chartres         | Dans le square Noël-Ballay, ou square du lycée                            | Un buste et des ornements de remplacement réalisés par Müller sont installés en 1950. Inscrit MH (2017).                                                 | 1904         | à géolocaliser | Monument à Noël Ballay · Monument à Noël Ballay |
| Statue de Jean de Rotrou,             | Jean-Jules Allasseur        | Dreux            | Sur la place Jean-de-Rotrou                                               | Représentait Jean de Rotrou. Une statue de remplacement en pierre réalisée par Robert Delandre est installée en 1943.                                    | 1867         | à géolocaliser | Statue de Jean de Rotrou« Monument à Jehan de Rotrou à Dreux », sur À nos grands hommes,« Monument à Jehan de Rotrou à Dreux », sur e-monumen,(en) « Monument à Jean de Rotrou à Dreux », sur René et Peter van der Krogt |
| Buste de Louis Terrier,               | Roger Marx                  | Dreux            | Sur la place Métezeau                                                     | Représentait Louis Terrier. Un buste de remplacement en pierre est installé en 1943. Le monument est déplacé[Quand ?] devant la gare.                    | 1899         | à géolocaliser | Buste de Louis Terrier« Monument à Louis Terrier à Dreux », sur plateforme ouverte du patrimoine,« Monument à Louis Terrier à Dreux », sur À nos grands hommes,« Monument à Louis Terrier à Dreux », sur e-monumen |
| Au But,                               | Alfred Boucher              | Dreux            | Près de la poste, devant la recette des finances, sur la lace Paul-Doumer | Une statue de remplacement est installée[Quand ?]. Elle est déplacée[Quand ?] dans le parc de la mairie.                                                 | À déterminer | à géolocaliser | Image manquante |
| Statue du général Jules de Saint-Pol, | Jean Baptiste Joseph De Bay | Nogent-le-Rotrou | Sur la place du marché                                                    | Représentait Jules de Saint-Pol. La plaque avec les inscriptions est retirée et fixée[Quand ?] sur un mur extérieur de la mairie.                        | 1857         | à géolocaliser | Statue du général Jules de Saint-Pol« Monument au général Saint-Pol à Nogent-le-Rotrou », sur À nos grands hommes,« Monument au général Saint-Pol à Nogent-le-Rotrou », sur e-monumen · Statue du général Jules de Saint-Pol« Monument au général Saint-Pol à Nogent-le-Rotrou », sur À nos grands hommes,« Monument au général Saint-Pol à Nogent-le-Rotrou », sur e-monumen |
| Statue de Rémy Belleau,               | Camille Gaté                | Nogent-le-Rotrou | Sur le rond-point des promenades                                          | Représentait Rémy Belleau. Une statue de remplacement très différente réalisée par René Iché est installée en 1952 dans la cour du collège Rémi Belleau. | 1897         | à géolocaliser | Image manquante |
| Buste de Sully,                       | À déterminer                | Nogent-le-Rotrou | Dans la cour de l'Hôtel-Dieu, 3 rue gouverneur                            | Représentait Maximilien de Béthune. Un buste de remplacement identique est installé en 2018.                                                             | À déterminer | à géolocaliser | Image manquante |

### Indre
| Œuvre                         | Auteur       | Commune     | Localisation                                                                        | Notes                                                                                      | Installation | Coordonnées    | Illustration    |
| ----------------------------- | ------------ | ----------- | ----------------------------------------------------------------------------------- | ------------------------------------------------------------------------------------------ | ------------ | -------------- | --------------- |
| Médaillon de Raoul de Déols,  | Ernest Nivet | Châteauroux | Sur l'ancien rempart                                                                | Un relief de remplacement en pierre réalisé par Jean-Michel Labarre est installé[Quand ?]. | 1937         | à géolocaliser | Image manquante |
| Buste de Gabriel Nigond,      | Ernest Nivet | Châteauroux | Dans le jardin public                                                               | Représentait Gabriel Nigond. Le piédestal est resté vide.                                  | 1938         | à géolocaliser | Image manquante |
| Monument à François Mousnier, | Raoul Martin | Issoudun    | Dans le square des Champs-Élysées, renommé jardin Pierre Mendès-France par la suite | Un buste de remplacement en pierre est installé en 1953.                                   | 1912         | à géolocaliser | Image manquante |

### Indre-et-Loire
| Œuvre                                                             | Auteur                   | Commune                      | Localisation                                                  | Notes | Installation | Coordonnées    | Illustration |
| ----------------------------------------------------------------- | ------------------------ | ---------------------------- | ------------------------------------------------------------- | --- | ------------ | -------------- | --- |
| Buste de Charles Guinot,                                          | Henri Varenne            | Amboise                      | Lycée Léonard-de-Vinci                                        | Représentait Charles Guinot. | 1896         | à géolocaliser | Image manquante |
| Buste de Charles Bidault                                          | À déterminer             | Bléré                        | Dans le jardin public, place de la République                 | Représentait Charles Bidault. | À déterminer | à géolocaliser | Image manquante |
| Buste d'Alfred Velpeau,                                           | Jean-Pierre Dantan       | Brèches                      | Sur la place de l'église, renommée place Velpeau par la suite | Représentait Alfred Velpeau. Un buste de remplacement réalisé par Édouard d'Espelosin est installé[Quand ?].                                         | 1897         | à géolocaliser | Image manquante |
| Buste du docteur Fulgence Raymond,                                | Raymond Bigot            | Saint-Christophe-sur-le-Nais | Sur la place de l'hôtel de ville                              | Représentait Fulgence Raymond. Un vase est installé[Quand ?] sur le piédestal.                                                                       | 1913         | à géolocaliser | Image manquante |
| Buste du docteur Raphaël Blanchard                                | Raymond Bigot            | Saint-Christophe-sur-le-Nais | Sur la place de l'hôtel de ville                              | Représentait Raphaël Blanchard. | 1924         | à géolocaliser | Image manquante |
| Statue du monument aux docteurs Bretonneau, Trousseau et Velpeau, | François Sicard          | Tours                        | Dans le square de l'archevêché                                | Les trois médaillons sont retirés du piédestal et placés dans un bâtiment de la faculté de médecine.                                                 | 1887         | à géolocaliser | Statue du monument aux docteurs Bretonneau, Trousseau et Velpeau« Monument Bretonneau, Trousseau et Velpeau à Tours », sur À nos grands hommes,« Monuments aux docteurs Bretonneau, Trousseau et Velpeau à Tours », sur e-monumen |
| Statue d'Honoré de Balzac,                                        | Paul Fournier            | Tours                        | Sur la place du Palais                                        | Représentait Honoré de Balzac. | 1889         | à géolocaliser | Image manquante |
| Buste de Jules Baric,                                             | Henri-Théophile Bouillon | Tours                        | Dans le parc Mirabeau                                         | Représentait Jules Baric. Le piédestal est resté vide.                                                                                               | 1907         | à géolocaliser | Image manquante |
| Statue de Michel Colombe                                          | François Sicard          | Tours                        | Intersection de la rue Jules Simon et de la rue des ursulines | Représentait Michel Colombe. Une statue de remplacement en pierre réalisée par Pierre Dandelot est installée en 1945 dans le square François Sicard. | 1938         | à géolocaliser | Image manquante |

### Loir-et-Cher
| Œuvre                                                              | Auteur             | Commune | Localisation                                                   | Notes | Installation | Coordonnées                      | Illustration |
| ------------------------------------------------------------------ | ------------------ | ------- | -------------------------------------------------------------- | --- | ------------ | -------------------------------- | --- |
| Statue de Pierre de Ronsard,                                       | Aimé Charles Irvoy | Vendôme | Dans le jardin de la bibliothèque, rue poterie                 | Représentait Pierre de Ronsard. Un buste de remplacement est installé en 1974. Une statue de remplacement est installée en 2012. | 1872         | à géolocaliser                   | Image manquante |
| Statue du maréchal Jean-Baptiste-Donatien de Vimeur de Rochambeau, | Fernand Hamar      | Vendôme | Sur la place d'armes, renommée place Saint-Martin par la suite | Représentait Jean-Baptiste-Donatien de Vimeur de Rochambeau. Une statue de remplacement identique est installée en 1974.         | 1900         | 47° 47′ 30″ nord, 1° 04′ 03″ est | Statue du maréchal Jean-Baptiste-Donatien de Vimeur de Rochambeau · Statue du maréchal Jean-Baptiste-Donatien de Vimeur de Rochambeau |

### Loiret
| Œuvre                                    | Auteur                 | Commune         | Localisation                                                       | Notes | Installation | Coordonnées                      | Illustration |
| ---------------------------------------- | ---------------------- | --------------- | ------------------------------------------------------------------ | --- | ------------ | -------------------------------- | --- |
| Statue de Mirabeau,                      | Pierre Granet          | Montargis       | Sur la place Mirabeau                                              | Représentait Honoré-Gabriel Riqueti de Mirabeau. Une statue de remplacement en pierre réalisée par Raphaël Diligent est installée[Quand ?] dans le square sur l'avenue Cochery. | 1888         | à géolocaliser                   | Statue de Mirabeau« Monument à Mirabeau à Montargis », sur À nos grands hommes,« Monument à Mirabeau à Montargis », sur e-monumen                                                                                    |
| Buste d'Adolphe Cochery,                 | Alfred-Désiré Lanson   | Montargis       | Entre les deux bras du Loing                                       | Représentait Adolphe Cochery. | 1910         | à géolocaliser                   | Image manquante |
| La Gloire aux couronnes,                 | Emmanuel Frémiet       | Montargis       | Sur la place Bichet-Rondeau, renommée depuis place Marin-La-Meslée | | 1924         | à géolocaliser                   | Image manquante |
| Buste de Georges Pallain,                | Abel La Fleur          | Montargis       | 3 avenue du général de Gaulle                                      | Représentait Georges Pallain. | 1925         | à géolocaliser                   | Image manquante |
| Buste de Paul Baudin,                    | Abel La Fleur          | Montargis       | À déterminer                                                       | Un buste de remplacement est installé[Quand ?] boulevard Paul-Baudin. | 1930         | à géolocaliser                   | Buste de Paul Baudin« Buste de Paul Baudin à Montargis », sur plateforme ouverte du patrimoine,« Monument à Paul Baudin à Montargis », sur À nos grands hommes,« Monument à Paul Baudin à Montargis », sur e-monumen |
| La République,                           | Louis Roguet           | Orléans         | Sur la place Saint-Samson, renommée alors place de la République   | Également appelée Cérès. Érigée dépouillée de ses attributs républicains, rebaptisée l'Orléanaise ou Ville d’Orléans, sur une fontaine place Bannier en 1868. Elle en est rapidement retirée. Une statue de remplacement en pierre réalisée par Hubert Yencesse est installée[Quand ?]. | 1882         | à géolocaliser                   | Image manquante |
| L'Age de fer,                            | Alfred-Désiré Lanson   | Orléans         | Dans le jardin de l'hôtel de ville                                 | Également appelé L'Age de fer soumettant l'Age de pierre. | 1894         | à géolocaliser                   | Image manquante |
| Buste d'Étienne Dolet,                   | Adolphe Mégret         | Orléans         | Dans le jardin de l'hôtel de ville                                 | Représentait Étienne Dolet. Un buste de remplacement en pierre réalisé par Edmond Van Den Noorgaete est installé en 1955. | 1933         | à géolocaliser                   | Buste d'Étienne Dolet« Monument à Étienne Dolet à Orléans », sur À nos grands hommes,« Monument à Étienne Dolet à Orléans », sur e-monumen                                                                           |
| Buste de Fernand Rabier,                 | Charles Million        | Orléans         | Dans le parc Halmagrand                                            | Représentait Fernand Rabier. Un buste de remplacement en pierre identique est installé en 1951. | 1935         | à géolocaliser                   | Image manquante |
| Statue de Siméon Denis Poisson,          | Auguste-Louis Déligand | Pithiviers      | Sur la place Denis Poisson                                         | Représentait Siméon Denis Poisson. Les bas-reliefs sur le piédestal sont conservés au musée. | 1851         | 48° 10′ 25″ nord, 2° 15′ 26″ est | Image manquante |
| Statue d'Henri Louis Duhamel du Monceau, | Jules Blanchard        | Pithiviers      | Sur la place Duhamel-du-Monceau                                    | Représentait Henri Louis Duhamel du Monceau. Une statue de remplacement est installée en 2011. | 1893         | 48° 10′ 18″ nord, 2° 15′ 16″ est | Statue d'Henri Louis Duhamel du Monceau« Monument à Henri-Louis Duhamel du Monceau à Pithiviers », sur À nos grands hommes,« Monument à Henri-Louis Duhamel du Monceau à Pithiviers », sur e-monumen                 |
| Buste du docteur Camille Ernest Denance, | Charles Desvergnes     | Varennes-Changy | Sur la place de l'église                                           | Un buste de remplacement en pierre est installé en 1949. | 1908         | à géolocaliser                   | Buste du docteur Camille Ernest Denance« Monument au docteur Denance à Varennes-Changy », sur À nos grands hommes,« Monument au docteur Denance à Varennes-Changy », sur e-monumen                                   |

## Corse

### Corse-du-Sud
| Œuvre | Auteur | Commune | Localisation | Notes | Installation | Coordonnées | Illustration |
| ----- | ------ | ------- | ------------ | ----- | ------------ | ----------- | ------------ |

### Haute-Corse
| Œuvre | Auteur | Commune | Localisation | Notes | Installation | Coordonnées | Illustration |
| ----- | ------ | ------- | ------------ | ----- | ------------ | ----------- | ------------ |

## Hauts-de-France

### Aisne
| Œuvre                                               | Auteur                                           | Commune           | Localisation                                          | Notes | Installation | Coordonnées                      | Illustration |
| --------------------------------------------------- | ------------------------------------------------ | ----------------- | ----------------------------------------------------- | --- | ------------ | -------------------------------- | --- |
| Statue de la fontaine                               | À déterminer                                     | Crouy             | Sur la place Adrien-Lemoine                           | | À déterminer | à géolocaliser                   | Image manquante |
| Statue de Camille Desmoulins,                       | Félix Charpentier                                | Guise             | Sur la place d'Armes                                  | Représente Camille Desmoulins. L'originale de 1890 réalisée par Amédée Doublemard est fondue par les autorités allemandes pendant la Première Guerre mondiale. Une statue de remplacement réalisée par Adolphe Charlet est installée en 1949.                                                                               | 1923         | 49° 54′ 00″ nord, 3° 37′ 39″ est | Statue de Camille Desmoulins |
| Statue de Racine enfant,                            | Louis-Auguste Hiolin, puis Jean-Bernard Descomps | La Ferté-Milon    | Sur la place Jean Racine                              | Représentait Jean Racine. Une statue de remplacement en résine teintée est installée en 1992. | 1910         | à géolocaliser                   | Statue de Racine enfant« Monument à Racine enfant à La Ferté-Milon », sur À nos grands hommes,« Monument à Racine enfant à La Ferté-Milon », sur e-monumen                             |
| Statue du maréchal Jean Mathieu Philibert Sérurier, | Amédée Doublemard                                | Laon              | Sur la promenade de la Couloire                       | Représentait Jean Mathieu Philibert Sérurier. Remplace l'originale érigée place de l'hôtel de ville en 1863, fondue par les autorités allemandes pendant la Première Guerre mondiale. Le piédestal est resté vide. | 1934         | 49° 33′ 47″ nord, 3° 37′ 45″ est | Piédestal de la statue du maréchal Jean Mathieu Philibert Sérurier |
| Ornements du monument aux morts de 1870-1871,       | Amédée Doublemard                                | Saint-Quentin     | Dans le cimetière Saint-Jean                          | Également appelé La France en deuil. Des ornements de remplacement réalisés par Ernest Diosi sont installés après la Libération[Quand ?]. | 1876         | à géolocaliser                   | Image manquante |
| Buste de Quentin de La Tour,                        | Gabriel Girodon                                  | Saint-Quentin     | Dans le square Saint-Quentin, près de la rue Fréreuse | Représentait Quentin de La Tour. Remplace la statue de 1856 située sur la place Saint-Quentin réalisée par Charles-Antoine-Armand Lenglet, fondue par les autorités allemandes pendant la Première Guerre mondiale. Un buste de remplacement identique est installé en 1978 dans les jardins du musée, rue Antoine Lécuyer. | 1933         | à géolocaliser                   | Buste de Quentin de La Tour« Monument à Maurice Quentin de La Tour à Saint-Quentin », sur À nos grands hommes,« Monument à Maurice Quentin de La Tour à Saint-Quentin », sur e-monumen |
| Statue d'Henri Martin,                              | Ernest Diosi                                     | Saint-Quentin     | Devant le lycée, place Édouard Branly                 | Représentait Henri Martin. Remplace l'originale de 1887 réalisée par Anatole Marquet de Vasselot, fondue par les autorités allemandes pendant la Première Guerre mondiale. Le piédestal est resté vide. | 1933         | 49° 50′ 56″ nord, 3° 17′ 01″ est | Image manquante |
| Buste d'Eugène Tricoteaux,                          | Ernest Diosi                                     | Saint-Quentin     | Sur la place André-Baudez                             | Représentait Eugène Tricoteaux. Un buste de remplacement identique est installé en 1954. | 1935         | à géolocaliser                   | Buste d'Eugène Tricoteaux« Monument à Romain Tricoteaux à Saint-Quentin », sur À nos grands hommes,« Monument à Romain Tricoteaux à Saint-Quentin », sur e-monumen                     |
| Ornements de la fontaine                            | Jules Blanchard                                  | Soissons          | Sur la grand-Place                                    | Également appelée Ondine. | 1881         | à géolocaliser                   | Ornements de la fontaine« Fontaine, ou Ondine à Soissons », sur e-monumen |
| Statue d'Alexandre Dumas,                           | Albert-Ernest Carrier-Belleuse                   | Villers-Cotterêts | Rue Alexandre-Dumas                                   | Représentait Alexandre Dumas. Une statue de remplacement réalisée par Pierre Bouret est installée[Quand ?]. | 1885         | 49° 15′ 16″ nord, 3° 05′ 26″ est | Statue d'Alexandre Dumas |

### Nord
| Œuvre                                                  | Auteur                                                     | Commune      | Localisation                                             | Notes | Installation | Coordonnées    | Illustration |
| ------------------------------------------------------ | ---------------------------------------------------------- | ------------ | -------------------------------------------------------- | --- | ------------ | -------------- | --- |
| Buste et galibot du monument à Pierre-Joseph Fontaine, | Corneille Theunissen                                       | Anzin        | Sur la place de l'Hôtel-de-Ville                         | Représentait Pierre-Joseph Fontaine. Remplace le buste et le galibot identiques érigés en 1892 et fondus par les autorités allemandes pendant la Première Guerre mondiale. Le piédestal vide est retiré[Quand ?] et installé dans la cour du lycée Pierre-Joseph Fontaine.                                                                                       | 1923         | à géolocaliser | Image manquante |
| L'Aveugle et le Paralytique,                           | Joseph Carlier                                             | Cambrai      | Dans le jardin aux fleurs                                | Également appelé La Fraternité. La statue originale érigée en 1885 est détruite par les autorités allemandes en 1917. La statue Pomone réalisée par Albert Pommier est installée[Quand ?] sur le piédestal. | 1934         | à géolocaliser | L'Aveugle et le Paralytique« L'Aveugle et le Paralytique, ou La Fraternité à Cambrai », sur À nos grands hommes,« L'Aveugle et le Paralytique, ou La Fraternité à Cambrai », sur e-monumen |
| L'Espérance,                                           | André-Louis-Adolphe Laoust                                 | Douai        | Sur la place Thiers, renommée depuis place Suzanne Lanoy | Également appelé La Victoire, ou Monument aux célébrités douaisiennes. | 1884         | à géolocaliser | Image manquante |
| Statue de Marceline Desbordes-Valmore,                 | Édouard Houssin                                            | Douai        | Dans le square de Jemmapes                               | Représentait Marceline Desbordes-Valmore. Une statue de remplacement en pierre réalisée par Albert Bouquillon est installée[Quand ?]. | 1896         | à géolocaliser | Statue de Marceline Desbordes-Valmore« Monument à Marceline Desbordes-Valmore à Douai », sur À nos grands hommes,« Monument à Marceline Desbordes-Valmore à Douai », sur e-monumen · Statue de Marceline Desbordes-Valmore« Monument à Marceline Desbordes-Valmore à Douai », sur À nos grands hommes,« Monument à Marceline Desbordes-Valmore à Douai », sur e-monumen                         |
| Buste du sauveteur François Tixier,                    | Bernard Schadet                                            | Dunkerque    | À l'entrée du port, près de la jetée de l'Est            | | 1889         | à géolocaliser | Image manquante |
| Statue de Pierre Legrand,                              | Alphonse-Amédée Cordonnier                                 | Lille        | Dans le square Daubenton                                 | Représentait Pierre Legrand. Remplace la statue identique érigée en 1910 et fondue par les autorités allemandes pendant la Première Guerre mondiale. Un monument de remplacement en pierre très différent constitué de médaillons réalisé par Émile Morlaix est érigé en 1966 à l'intersection de la rue Pierre-Legrand et de la rue Guillaume Werniers à Fives. | 1925         | à géolocaliser | Statue de Pierre Legrand« Monument à Pierre Legrand à Lille », sur À nos grands hommes,« Monument à Pierre Legrand à Lille », sur e-monumen · Statue de Pierre Legrand« Monument à Pierre Legrand à Lille », sur À nos grands hommes,« Monument à Pierre Legrand à Lille », sur e-monumen |
| Statue d'Édouard Lalo                                  | Maurice Quef                                               | Lille        | Dans le jardin Vauban                                    | Représentait Édouard Lalo. Un médaillon de remplacement réalisé par Émile Morlaix est installé en 1968. | 1922         | à géolocaliser | Image manquante |
| Buste de Jan Mabuse,                                   | Léon Fagel                                                 | Maubeuge     | Sur la place verte                                       | Représentait Jan Mabuse. Un buste de remplacement réalisé par Albert Patrisse est installé[Quand ?] sur le mail de la Sambre. | 1897         | à géolocaliser | Buste de Jan Mabuse« Monument à Jean Mabuse à Maubeuge », sur À nos grands hommes,« Monument à Jean Mabuse à Maubeuge », sur e-monumen,(en) « Monument à Jan Gossaert dit Mabuse à Maubeuge », sur René et Peter van der Krogt |
| Buste de Sadi Carnot,                                  | Albert Patrisse                                            | Maubeuge     | Dans le square Sadi Carnot                               | Représentait Sadi Carnot. Remplace celui de 1895 réalisé par Léon Fagel fondu par les autorités allemandes pendant la Première Guerre mondiale. | 1934         | à géolocaliser | Image manquante |
| Statue de François-Joseph Talma,                       | Paul Theunissen                                            | Poix-du-Nord | Place Talma                                              | Représentait François-Joseph Talma. Remplace celle érigée en 1904 réalisée par Léon Fagel très différente détruite en 1915. Une statue de remplacement très différente réalisée par François Dufour est installée en 1986. | 1931         | à géolocaliser | Image manquante |
| Buste et allégorie du monument à la Duchesnois,        | Jean-Baptiste Cadet de Beaupré et Alphonse Camille Terroir | Saint-Saulve | Dans le jardin public                                    | Représentait Catherine-Joséphine Duchesnois. Remplace les originaux de 1895 fondus par les autorités allemandes pendant la Première Guerre mondiale. Le piédestal est resté vide. | 1935         | à géolocaliser | Buste et allégorie du monument à la Duchesnois« Monument à la Duchesnois à Saint-Saulve », sur À nos grands hommes,« Monument à la Duchesnois à Saint-Saulve-lès-Valenciennes », sur e-monumen · Buste et allégorie du monument à la Duchesnois« Monument à la Duchesnois à Saint-Saulve », sur À nos grands hommes,« Monument à la Duchesnois à Saint-Saulve-lès-Valenciennes », sur e-monumen |
| Le joueur de billes,                                   | Élie Raset                                                 | Valenciennes | Dans le jardin de la Rhonelle                            | Remplace la statue identique érigée en 1904 et fondue par les autorités allemandes pendant la Première Guerre mondiale. Une statue de remplacement réalisée par Wauthier est installée après la Libération[Quand ?]. | 1931         | à géolocaliser | Image manquante |

### Oise
| Œuvre                               | Auteur                 | Commune                | Localisation                                                                                          | Notes | Installation | Coordonnées                      | Illustration |
| ----------------------------------- | ---------------------- | ---------------------- | --- | --- | ------------ | -------------------------------- | --- |
| Statue de Jeanne d'Arc,             | Charles Desvergnes     | Beaulieu-les-Fontaines | Chemin d'Avricourt                                                                                    | Représentait Jeanne d'Arc. Le piédestal est retiré, installé rue Jeanne d'Arc et une statue de remplacement très différente réalisée par Jules Déchin est installée[Quand ?] . | 1909         | à géolocaliser                   | Image manquante |
| Statue du docteur Ernest Gérard,    | Henri-Léon Gréber      | Beauvais               | Sur la place Ernest-Gérard                                                                            | | 1895         | à géolocaliser                   | Image manquante |
| Buste de Cyprien Desgroux,          | Henri-Léon Gréber      | Beauvais               | Dans le jardin public à l'intersection de la rue de La Madeleine et du boulevard du Général-De-Gaulle | Représentait Cyprien Desgroux. Le piédestal est resté vide. | 1895         | à géolocaliser                   | Buste de Cyprien Desgroux« Monument à Cyprien Desgroux à Beauvais », sur À nos grands hommes,« Monument à Cyprien Desgroux à Beauvais », sur e-monumen |
| Le Bellovaque vainqueur,            | Henri-Léon Gréber      | Beauvais               | Dans le square Brière                                                                                 | Également appelé Jeune Bellovaque vainqueur. | 1911         | à géolocaliser                   | Image manquante |
| Buste de Léon Gambetta,             | Henri-Léon Gréber      | Épineuse               | Intersection de la rue Armand Barbès et de la RD 161 : rue Gambetta et rue Spuller                    | Représentait Léon Gambetta. L'obélisque en pierre est érigé en 1889. Un buste de remplacement très différent en pierre est installé en 1993.                                   | 1909         | 49° 23′ 51″ nord, 2° 33′ 18″ est | Image manquante |
| Buste du commandant Georges Guesnet | À déterminer           | La Neuville-en-Hez     | Sur la place verte, entre la rue Georges Guesnet et la rue Eugène Corbillon                           | Un buste de remplacement est installé[Quand ?]. | À déterminer | 49° 24′ 14″ nord, 2° 19′ 41″ est | Buste du commandant Georges Guesnet |
| Statue du duc de La Rochefoucauld,  | Hippolyte Maindron     | Liancourt              | Sur la place La-Rochefoucauld                                                                         | Représentait François XII de La Rochefoucauld. Une statue de remplacement identique est installée en 1951.                                                                     | 1861         | 49° 19′ 47″ nord, 2° 27′ 51″ est | Statue du duc de La Rochefoucauld |
| Buste de la République              | Jean-Antoine Injalbert | Méru                   | Sur la place du marché, renommée par la suite place de l'hôtel de ville                               | Un buste de remplacement en pierre est installé[Quand ?]. | 1892         | à géolocaliser                   | Image manquante |
| Buste de Jean Jaurès,               | À déterminer           | Méru                   | Rue des martyrs de la Résistance                                                                      | Représentait Jean Jaurès. Un buste de remplacement en pierre est installé[Quand ?]. Un buste de remplacement en bronze réalisé par Laury Dizengremel est installé en 1985.     | À déterminer | à géolocaliser                   | Image manquante |
| Statue de Jacques Sarrazin,         | Dominique Molknecht    | Noyon                  | Dans le cours Druon                                                                                   | Représentait Jacques Sarrazin. Le piédestal est resté vide. | 1851         | à géolocaliser                   | Image manquante |

### Pas-de-Calais
| Œuvre                                   | Auteur                               | Commune          | Localisation                    | Notes                                                                                 | Installation | Coordonnées    | Illustration |
| --------------------------------------- | ------------------------------------ | ---------------- | ------------------------------- | ------------------------------------------------------------------------------------- | ------------ | -------------- | --- |
| Monument à l'aéronaute François Lhoste, | Alexis François Thomas               | Boulogne-sur-Mer | Dans le jardin des Tintelleries | Également appelé monument de la première traversée du Pas-de-Calais en ballon.        | 1896         | à géolocaliser | Image manquante |
| Statue de Joseph Marie Jacquard,        | Marius Roussel                       | Calais           | Sur la place Albert 1er         | Représentait Joseph Marie Jacquard. Une statue de remplacement est installée en 1954. | 1910         | à géolocaliser | Statue de Joseph Marie Jacquard« Monument à Jacquard à Calais », sur À nos grands hommes,« Monument à Jacquard à Calais », sur e-monumen                       |
| Buste de Victor Jacquemont,             | Porphyre Victor Jacquemont de Donjon | Hesdin           | Dans le square Boucher-Cardart  | Représentait Victor Jacquemont.                                                       | 1908         | à géolocaliser | Image manquante |
| Buste d'Alfred Boucher-Cadart,          | Édouard Houssin                      | Hesdin           | Dans le square Boucher-Cardart  | Représentait Alfred Boucher-Cadart.                                                   | 1911         | à géolocaliser | Image manquante |
| Statue de Jacqueline Robins,            | Édouard Lormier                      | Saint-Omer       | Sur la place du Vainquai        | Le bas-relief sur le piédestal est conservé au musée de l'hôtel Sandelin.             | 1884         | à géolocaliser | Statue de Jacqueline Robins« Monument à Jacqueline Robins à Saint-Omer », sur À nos grands hommes,« Monument à Jacqueline Robins à Saint-Omer », sur e-monumen |

### Somme
| Œuvre                                                 | Auteur                  | Commune        | Localisation                        | Notes | Installation | Coordonnées                      | Illustration |
| ----------------------------------------------------- | ----------------------- | -------------- | ----------------------------------- | --- | ------------ | -------------------------------- | --- |
| Statue de Jean-François Lesueur,                      | Louis Rochet            | Abbeville      | Sur la place Clemenceau             | Représentait Jean-François Lesueur. Une statue de remplacement très différente en pierre, réalisée par Hervé Mhun est installée en 1950. Elle est retirée et érigée[Quand ?] boulevard Vauban, devant le théâtre.                                                                               | 1852         | à géolocaliser                   | Image manquante |
| Statue de Jacques Boucher de Perthes,                 | Emmanuel Fontaine       | Abbeville      | Sur la place du Pilori              | Représentait Jacques Boucher de Perthes. | 1908         | à géolocaliser                   | Image manquante |
| Buste d'Ernest Prarond,                               | Emmanuel Fontaine       | Abbeville      | Dans le parc d'Emonville            | Représentait Ernest Prarond. Un buste de remplacement plus petit est installé en 1951. | 1910         | 50° 06′ 33″ nord, 1° 50′ 04″ est | Buste d'Ernest Prarond |
| Fontaine Herbet,                                      | Hélène Bertaux          | Amiens         | Petits jardins boulevard de Belfort | Érigée en 1864 sur la place Longueville. | 1888         | à géolocaliser                   | Image manquante |
| Buste de Charles-Henri Michel,                        | Athanase Fossé          | Fins           | Place publique                      | Représentait Charles-Henri Michel. Le buste original érigé en 1909 est fondu par les Allemands pendant la Première Guerre mondiale. Un buste de remplacement en béton est installé après la Libération[Quand ?].                                                                                | À déterminer | à géolocaliser                   | Image manquante |
| Médaillon de Florentin Lefils,                        | Raoul Delhomme          | Le Crotoy      | 2 rue Florentin-Lefils (RD 104)     | Un médaillon de remplacement en pierre est installé[Quand ?]. Il est retiré[Quand ?] et installé à l'intersection de la rue Florentin-Lefils et de la rue Desgardins. | 1903         | 50° 12′ 59″ nord, 1° 37′ 42″ est | Médaillon à Florentin Lefils |
| Statue et bas-reliefs du monument aux frères Caudron, | Athanase Fossé          | Le Crotoy      | Dans le square Émile-Vasseur        | Représentait les frères Caudron. Le piédestal vide est retiré[Quand ?] et installé rue Florentin Lefils. Une statue et des bas-reliefs de remplacement en marbre réalisés par Augustin Lesieux sont installés en 1954.                                                                          | 1923         | 50° 13′ 09″ nord, 1° 37′ 45″ est | Monument aux frères Caudron |
| Buste de Pierre Lefort,                               | Théobald-Joseph Sporrer | Mers-les-Bains | Dans le square Pierre-Lefort        | Représentait Pierre Lefort. Un médaillon de remplacement réalisé par Marie-Josephe Cotelle-Clère est installé[Quand ?]. Il est retiré[Quand ?]. Un buste de remplacement réalisé par Éric Luttenauer est installé en 2007.                                                                      | 1900         | à géolocaliser                   | Buste de Pierre Lefort« Monument à Pierre Lefort à Mers-les-Bains », sur À nos grands hommes,« Monument à Pierre Lefort à Mers-les-Bains », sur e-monumen |
| Statue de Marie Fouré,                                | Maurice Guiraud-Rivière | Péronne        | Dans le square Saint-Jean           | Représentait Marie Fouré. Remplace l'originale réalisée par Athanase Fossé érigée sur la place du Marché-aux-Herbes en 1897, fondue par les Allemands pendant la Première Guerre mondiale. Une statue de remplacement très différente en pierre réalisée par Michel Bonnand est érigée en 1996. | 1928         | 49° 55′ 45″ nord, 2° 56′ 03″ est | Statue de Marie Fouré · Statue de Marie Fouré |
| Buste d'Emmanuel Bourgeois                            | Emmanuel Fontaine       | Vers-sur-Selle | À déterminer                        | Un buste de remplacement réalisé par Pierre Bazin est installé[Quand ?]. | 1907         | à géolocaliser                   | Image manquante |

## Pays de la Loire

### Loire-Atlantique[N 2]
| Œuvre                                                | Auteur                  | Commune       | Localisation                                                              | Notes | Installation | Coordonnées                        | Illustration |
| ---------------------------------------------------- | ----------------------- | ------------- | ------------------------------------------------------------------------- | --- | ------------ | ---------------------------------- | --- |
| La Charité et le buste du monument à Francis Robert, | Émile Gaucher           | Ancenis       | Sur la place des Halles                                                   | En 1946, le piédestal est retiré et installé boulevard Pasteur, aux abords de la voie ferrée, un buste de remplacement en pierre réalisé par Pierre-Victor Dautel est installé. L'allégorie de la Charité n'a pas été remplacée. | 1907         | à géolocaliser                     | La Charité et le buste du monument à Francis Robert« Monument à Francis Robert à Ancenis », sur À nos grands hommes,« Monument à Francis Robert à Ancenis », sur e-monumen |
| Buste de Léon Séché,                                 | Hortense Tanvet-Béar    | Ancenis       | Dans le square sur la place du Puits-Ferré                                | Représente Léon Séché. Un buste de remplacement en pierre est installé après la Libération[Quand ?]. Le monument est retiré en 1957 en installé dans le square du boulevard Léon-Séché. | 1925         | à géolocaliser                     | Image manquante |
| Statue d'Adolphe Billault,                           | Amédée Ménard           | Nantes        | Dans le parc du musée départemental Thomas-Dobrée                         | Représentait Adolphe Billault. Érigée en 1867 sur la place La Fayette renommée par la suite place Aristide-Briand, devant le palais de justice. Elle est retirée en 1872 et entreposée dans les caves du palais de justice. | 1923         | à géolocaliser                     | Image manquante |
| Buste du docteur Jean-Marie Écorchard,               | Charles-Auguste Lebourg | Nantes        | Dans le jardin des plantes                                                | Représentait Jean-Marie Écorchard. Un buste de remplacement réalisé par Alain Douillard est installé en 1983. | 1893         | 47° 13′ 11″ nord, 1° 32′ 40″ ouest | Image manquante |
| Buste de Jacques-Gilles Maisonneuve,                 | Charles-Auguste Lebourg | Nantes        | Hôtel-Dieu                                                                | Représentait Jacques-Gilles Maisonneuve. | 1901         | à géolocaliser                     | Image manquante |
| Les Mouflons à manchettes d'Algérie,                 | Charles Valton          | Nantes        | Dans le jardin des plantes                                                | | 1908         | 47° 13′ 11″ nord, 1° 32′ 34″ ouest | Image manquante |
| Buste de Jules Verne,                                | Georges Bareau          | Nantes        | Dans le jardin des plantes                                                | Représentait Jules Verne. Un buste de remplacement en pierre réalisé par Jean Mazuet est installé en 1945. | 1910         | 47° 13′ 14″ nord, 1° 32′ 32″ ouest | Monument à Jules Verne · Monument à Jules Verne |
| Biche et morceaux du cerf des Cerfs au repos         | Georges Gardet          | Nantes        | Dans le jardin des plantes                                                | La statue est déboulonnée et découpée. Le cerf et le faon sont retrouvés[Quand ?] au service des eaux. Le cerf est trop endommagé pour être restauré. Monsieur Droneau refixe le faon sur le socle en 1994. La statue est replacée à quelques mètre de son emplacement initial. Elle est alors surnommée le Faon orphelin. Elle est entièrement restaurée en 2018 et placée au sud-ouest du jardin des plantes, près de la nouvelle entrée. | 1910         | 47° 13′ 08″ nord, 1° 32′ 28″ ouest | Les Cerfs au repos |
| Buste d'Eugène Livet,                                | Charles-Auguste Lebourg | Nantes        | Sur la place Eugène-Livet                                                 | Représentait Eugène Livet. Un buste de remplacement en pierre réalisé par Charles-Eugène Breton est installé en 1946. | 1933         | 47° 12′ 41″ nord, 1° 34′ 03″ ouest | Buste d'Eugène Livet |
| Buste de Louis Schloessinger,                        | Louis Mahé              | Nantes        | Sur le rond-point du Petit-Port                                           | | 1934         | à géolocaliser                     | Image manquante |
| Statue du docteur Ange Guépin,                       | Charles-Auguste Lebourg | Nantes        | Sur la place Delorme                                                      | Représentait Ange Guépin. Un buste de remplacement en pierre réalisé par Alfred Benon est installé en 1944. | À déterminer | 47° 12′ 54″ nord, 1° 33′ 50″ ouest | Statue du docteur Ange Guépin · Statue du docteur Ange Guépin |
| Buste de Fernand Gasnier,                            | Georges Bareau          | Saint-Nazaire | Dans le jardin public                                                     | Représentait Fernand Gasnier. Le piédestal est resté vide. | 1912         | à géolocaliser                     | Image manquante |
| Monument aux morts de 1914-1918,                     | Siméon Foucault         | Saint-Nazaire | Boulevard du Président-Wilson, en direction de la pointe de Villès-Martin | Un monument de remplacement est installé en 1959. | 1924         | à géolocaliser                     | Image manquante |

### Maine-et-Loire
| Œuvre                                           | Auteur                       | Commune            | Localisation                                                                 | Notes | Installation | Coordonnées                        | Illustration                                 |
| ----------------------------------------------- | ---------------------------- | ------------------ | ---------------------------------------------------------------------------- | --- | ------------ | ---------------------------------- | -------------------------------------------- |
| Statue de Pierre-Jean David d'Angers,           | Louis Noël                   | Angers             | Sur la place de Lorraine                                                     | Représentait Pierre-Jean David d'Angers. Une statue de remplacement en pierre réalisée par Lucien Brasseur est installée en 1949.                                     | 1880         | 47° 28′ 12″ nord, 0° 32′ 51″ ouest | Image manquante                              |
| Buste de Grégoire Bordillon,                    | À déterminer                 | Angers             | Sur la place Grégoire-Bordillon                                              | Représentait Grégoire Bordillon. Un buste de remplacement identique est installé en 1990.                                                                             | 1889         | 47° 28′ 29″ nord, 0° 33′ 46″ ouest | Buste de Grégoire Bordillon                  |
| Statue du général Nicolas Joseph Beaurepaire,   | Maximilien Louis Bourgeois   | Angers             | Sur la pont de Verdun                                                        | Représentait Nicolas Joseph Beaurepaire. Une statue de remplacement identique en résine est installée en 1987.                                                        | 1889         | 47° 28′ 24″ nord, 0° 33′ 31″ ouest | Statue du général Nicolas Joseph Beaurepaire |
| Chasseur d'ours,                                | À déterminer                 | Angers             | Dans le jardin du Mail                                                       | | 1902         | à géolocaliser                     | Image manquante                              |
| Statue de Marguerite d'Anjou,                   | Mathurin Moreau              | Angers             | Sur la place de la Visitation                                                | Représentait Marguerite d'Anjou. Une statue de remplacement en pierre réalisée par Paul Belmondo est installée en 1949.                                               | 1902         | 47° 27′ 59″ nord, 0° 33′ 26″ ouest | Statue de Marguerite d'Anjou                 |
| Buste de Louis de Romain,                       | Georges Saulo                | Angers             | Dans la cour de l'école de musique, Hôtel de la Godeline, 73 rue Plantagenêt | | 1913         | à géolocaliser                     | Image manquante                              |
| Buste du professeur Jacques-Ambroise Monprofit, | Léon Morice                  | Angers             | Dans le jardins de la faculté de pharmacie                                   | Représentait Jacques-Ambroise Monprofit. | 1923         | à géolocaliser                     | Image manquante                              |
| Statue de Charles-Émile Freppel,                | Léon Morice                  | Angers             | Sur la place Sainte-Croix                                                    | Représente Charles-Émile Freppel. Une statue de remplacement en pierre réalisée par Georges Chauvel est installée en 1949.                                            | 1923         | 47° 28′ 12″ nord, 0° 33′ 15″ ouest | Statue de Charles-Émile Freppel              |
| Statue de Jeanne de Laval,                      | Alexandre-Évariste Fragonard | Beaufort-en-Vallée | Sur la place Jeanne-de-Laval                                                 | Représentait Jeanne de Laval. Une statue de remplacement en pierre réalisée par F. Dupont-Huin est installée en 1950. Les deux écussons en bronze sont volés en 2002. | 1842         | à géolocaliser                     | Image manquante                              |

### Mayenne
| Œuvre | Auteur | Commune | Localisation | Notes | Installation | Coordonnées | Illustration |
| ----- | ------ | ------- | ------------ | ----- | ------------ | ----------- | ------------ |

### Sarthe
| Œuvre                                        | Auteur                    | Commune              | Localisation                                                         | Notes | Installation | Coordonnées    | Illustration |
| -------------------------------------------- | ------------------------- | -------------------- | -------------------------------------------------------------------- | --- | ------------ | -------------- | --- |
| Statue de Pierre Belon                       | Anaïs Loriot              | Cérans-Foulletourte  | Sur la place Pierre Belon                                            | Représentait Pierre Belon. Une statue de remplacement identique réalisée par Cyrille Poulain et Denis Huneau est installée en 1992. | 1891         | à géolocaliser | Image manquante |
| Buste du docteur Henri Lemonnier,            | À déterminer              | Château-du-Loir      | Dans le square en face de la place Lemonnier                         | Érigé place de l'hôtel de ville en 1903. Un buste de remplacement réalisé par Dégoulet est installé en 1947.                        | 1920         | à géolocaliser | Image manquante |
| Buste de Robert Garnier                      | À déterminer              | La Ferté-Bernard     | À déterminer                                                         | Représentait Robert Garnier. | 1934         | à géolocaliser | Image manquante |
| Lakmé du monument à Léo Delibes,             | Laurent Marqueste         | La Flèche            | Dans le square Léo Delibes, promenade du maréchal Foch               | Représente Léo Delibes. Une statue de remplacement identique est installée en 2000.                                                 | 1899         | à géolocaliser | Image manquante |
| Statue de Pierre Belon,                      | Charles Alexandre Filleul | Le Mans              | Dans le square de la préfecture                                      | Représentait Pierre Belon. | 1887         | à géolocaliser | Image manquante |
| Statue de René Levasseur,                    | François Laurent Rolard   | Le Mans              | Sur la place de la préfecture, renommée depuis place Aristide Briand | Représentait René Levasseur. | 1911         | à géolocaliser | Statue de René Levasseur« Monument à René Levasseur au Mans », sur À nos grands hommes,« Monument à René Levasseur au Mans », sur e-monumen |
| Buste de Benjamin Constant,                  | Théophile Bra             | Le Mans              | Intersection de la rue de l'étoile et de la rue des ursulines        | Représentait Benjamin Constant. | 1913         | à géolocaliser | Image manquante |
| Forgerons du monument à Léon Bollée,         | Raoul Verlet              | Le Mans              | Dans le square Sarrazin                                              | Représente Léon Bollée. | 1920         | à géolocaliser | Forgerons du monument à Léon Bollée« Monument à Léon Bollée au Mans », sur À nos grands hommes,« Monument à Léon Bollée au Mans », sur e-monumen · Forgerons du monument à Léon Bollée« Monument à Léon Bollée au Mans », sur À nos grands hommes,« Monument à Léon Bollée au Mans », sur e-monumen |
| Buste d'Édouard Prudhomme de La Boussinière, | Pierre Le Feuvre          | Le Mans              | Sur la place Édouard-de-La-Boussinière                               | Représentait Édouard Prudhomme de La Boussinière.                                                                                   | 1911         | à géolocaliser | Buste d'Édouard Prudhomme de La Boussinière« Monument à Édouard de La Boussinière au Mans », sur À nos grands hommes,« Monument à Édouard de La Boussinière au Mans », sur e-monumen |
| Judith                                       | Eugène-Antoine Aizelin    | Le Mans              | Dans le parc de Tessé, près du bassin                                | Érigée au musée du Luxembourg en 1889. Retirée en 1923 et installée au musée du Louvre.                                             | 1926         | à géolocaliser | Image manquante |
| Buste de Louis Poitevin,                     | Charles Gauthier          | Saint-Calais         | Sur la place du mail                                                 | Un buste de remplacement en pierre est installé[Quand ?].                                                                           | 1883         | à géolocaliser | Image manquante |
| Buste de Léo Delibes,                        | À déterminer              | Saint-Germain-du-Val | Sur la place de l'église                                             | Représentait Léo Delibes. | 1899         | à géolocaliser | Image manquante |

### Vendée
| Œuvre                                           | Auteur                     | Commune          | Localisation                                                        | Notes | Installation | Coordonnées    | Illustration |
| ----------------------------------------------- | -------------------------- | ---------------- | ------------------------------------------------------------------- | --- | ------------ | -------------- | --- |
| Statue du général Jean-Pierre Travot,           | Hippolyte Maindron         | La Roche-sur-Yon | À proximité des halles                                              | Représentait Jean-Pierre Travot. Érigé sur la place Napoléon en 1838.                                                       | 1852         | à géolocaliser | Image manquante |
| L'Amour de cire                                 | Gaston Guitton             | La Roche-sur-Yon | Dans le hall de la mairie                                           | | 1874         | à géolocaliser | Image manquante |
| Statue de Paul Baudry,                          | Jean-Léon Gérôme           | La Roche-sur-Yon | Jardin de la préfecture                                             | Représentait Paul Baudry. Un modèle en plâtre, présenté au Salon de 1896, est visible au musée des beaux-arts de Nantes.    | avril 1897   | à géolocaliser | Statue de Paul Baudry« Monument à Paul Baudry à La Roche-sur-Yon », sur À nos grands hommes,« Monument à Paul Baudry à La Roche-sur-Yon », sur e-monumen |
| Buste de Louis-Marie de La Révellière-Lépeaux,  | Pierre-Jean David d'Angers | Montaigu         | Sur la place de l'hôtel de ville                                    | Représentait Louis-Marie de La Révellière-Lépeaux. Un buste de remplacement assez différent en résine est installé en 1954. | 1886         | à géolocaliser | Image manquante |
| Statue du colonel Georges de Villebois-Mareuil, | Arthur Guéniot             | Montaigu         | Près de la gare                                                     | Représentait Georges de Villebois-Mareuil. Une statue de remplacement en pierre très différente est installée en 1952.      | 1902         | à géolocaliser | Image manquante |
| Buste de Charles Dugast-Matifeux,               | Georges Bareau             | Montaigu         | Sur la place du marché, renommée place Dugast-Matifeux par la suite | Représentait Charles Dugast-Matifeux. Un buste de remplacement assez différent est installé en 1958.                        | 1908         | à géolocaliser | Image manquante |

## Provence-Alpes-Côte d'Azur

### Alpes-de-Haute-Provence[N 3]
| Œuvre                                  | Auteur                 | Commune  | Localisation                                              | Notes | Installation | Coordonnées    | Illustration                                                                                             |
| -------------------------------------- | ---------------------- | -------- | --------------------------------------------------------- | --- | ------------ | -------------- | --- |
| Buste du monument aux Insurgés de 1851 | Jean-Antoine Injalbert | Les Mées | Sur la place de l'église                                  | Également appelé fontaine de la République et monument du 4 septembre 1851. Un buste de remplacement en pierre est installé[Quand ?].                                           | 1913         | à géolocaliser | Buste du monument aux Insurgés de 1851« Buste du monument aux Insurgés de 1851 aux Mées », sur e-monumen |
| Buste de Louis Pasteur                 | À déterminer           | Les Mées | Boulevard des tilleuls, devant le groupe scolaire Pasteur | Représentait Louis Pasteur. Érigé en 1923 à l'intersection du boulevard des tilleuls et de la place de la République. Un buste de remplacement en pierre est installé[Quand ?]. | 1926         | à géolocaliser | Image manquante                                                                                          |

### Alpes-Maritimes
| Œuvre                                    | Auteur              | Commune | Localisation | Notes | Installation | Coordonnées    | Illustration    |
| ---------------------------------------- | ------------------- | ------- | --- | --- | ------------ | -------------- | --------------- |
| Buste de Bellaud de la Bellaudière,      | À déterminer        | Grasse  | Dans le square du clavecin, renommé square Bellaud de La Bellaudière                                                                     | Représentait Louis Bellaud. Un buste de remplacement réalisé par Joseph Gazan est installé en 1960. Il est vandalisé et détruit en 1992. Un buste de remplacement en marbre de Carrare réalisé par Oreste Conti est érigé en 1993 dans la cour d'honneur de la mairie. | 1891         | à géolocaliser | Image manquante |
| Buste de Sadi Carnot,                    | Louis Convers       | Nice    | Petit jardin sur la place Cassini, renommée par la suite place Ile de Beauté                                                             | Représentait Sadi Carnot. | 1895         | à géolocaliser | Image manquante |
| Statue de Léon Gambetta,                 | Louis Maubert       | Nice    | Sur la place Béatrix renommée place Gambetta à cette occasion, puis par la suite place de la Libération, puis place du général de Gaulle | Représentait Léon Gambetta. | 1909         | à géolocaliser | Image manquante |
| Les quatre muses et le groupe d'angelots | Michel de Tarnowsky | Nice    | Sur la façade de l'hôtel Negresco | | 1913         | à géolocaliser | Image manquante |
| Buste d'Alexandre Durandy                | Michel de Tarnowsky | Utelle  | Devant le pont Durandy, sur la RD 6202                                                                                                   | Représentait Alexandre Durandy. Le piédestal resté vide a été enlevé. | À déterminer | à géolocaliser | Image manquante |

### Bouches-du-Rhône
| Œuvre                                        | Auteur              | Commune              | Localisation                                                                     | Notes | Installation | Coordonnées                      | Illustration |
| -------------------------------------------- | ------------------- | -------------------- | -------------------------------------------------------------------------------- | --- | ------------ | -------------------------------- | --- |
| Buste de Nicolas-Claude Fabri de Peiresc,    | Joseph Marius Ramus | Aix-en-Provence      | Sur la place de l'université, devant la faculté de droit                         | Représentait Nicolas-Claude Fabri de Peiresc. Un buste de remplacement est installé[Quand ?]. | 1895         | 43° 31′ 53″ nord, 5° 26′ 49″ est | Buste de Nicolas-Claude Fabri de Peiresc |
| Buste d'Émile Zola,                          | Philippe Solari     | Aix-en-Provence      | Sur la place Ganay                                                               | Représentait Émile Zola. Un buste de remplacement est installé[Quand ?] dans le parc Jourdan. | 1911         | à géolocaliser                   | Image manquante |
| Buste de Victor Leydet,                      | Auguste Carli       | Aix-en-Provence      | Sur la place Jeanne-d'Arc                                                        | Un buste de remplacement en marbre initialement érigé sur sa tombe est installé[Quand ?]. | 1910         | 43° 31′ 36″ nord, 5° 26′ 42″ est | Image manquante |
| Statue de Frédéric Mistral,                  | Théodore Rivière    | Arles                | Sur la place du Forum                                                            | Représentait Frédéric Mistral. Une statue de remplacement identique est installée en 1948. Inscrit MH (2009). | 1909         | 43° 40′ 39″ nord, 4° 37′ 37″ est | Statue de Frédéric Mistral |
| Statue de Pierre-Antoine Berryer,            | Jean-Auguste Barre  | Marseille            | Sur la place Monthyon                                                            | Représentait Pierre-Antoine Berryer. Une statue de remplacement en marbre réalisée par Élie-Jean Vézien est installée en 1948. | 1875         | à géolocaliser                   | Image manquante |
| Monument à Victor Gelu,                      | Stanislas Clastrier | Marseille            | Sur la place neuve, renommée place Victor Gelu en 1891                           | Représentait Victor Gelu. Un bas-relief de remplacement, très différent, réalisé par Oscar Eichacker, est installé dans le jardin du quai des Belges en 1959. Il est retiré en 2015 et installé sur la façade de l'immeuble à l'intersection de la rue Bonneterie et de la place Victor Gelu. | 1891         | à géolocaliser                   | Monument à Victor Gelu« Monument à Victor Gelu à Marseille », sur À nos grands hommes,« Monument à Victor Gelu à Marseille », sur e-monumen                |
| Buste d'Alphonse de Lamartine,               | À déterminer        | Marseille            | Dans le parc du palais Longchamp                                                 | Représentait Alphonse de Lamartine. Une statue de remplacement en pierre réalisée par Albert Bouquillon est installée en 1946. | 1891         | à géolocaliser                   | Image manquante |
| L'Aveugle et le paralytique,                 | Jean Turcan         | Marseille            | Sur la place de la bibliothèque, renommée depuis place Auguste et François Carli | Une statue de remplacement en pierre est installée[Quand ?] dans le bâtiment. | 1901         | à géolocaliser                   | L'Aveugle et le paralytique« L'Aveugle et le paralytique à Marseille », sur À nos grands hommes,« L'Aveugle et le paralytique à Marseille », sur e-monumen |
| Buste du marquis Léonce de Villeneuve-Trans, | Jules Cantini       | Roquefort-la-Bedoule | À déterminer                                                                     | Un médaillon de remplacement est installé[Quand ?]. | 1913         | à géolocaliser                   | Image manquante |

### Hautes-Alpes
| Œuvre | Auteur | Commune | Localisation | Notes | Installation | Coordonnées | Illustration |
| ----- | ------ | ------- | ------------ | ----- | ------------ | ----------- | ------------ |

### Var
| Œuvre                                  | Auteur                | Commune       | Localisation                                                                                   | Notes | Installation | Coordonnées    | Illustration |
| -------------------------------------- | --------------------- | ------------- | ---------------------------------------------------------------------------------------------- | --- | ------------ | -------------- | --- |
| Monument au docteur Augustin Grisolle, | Benoît Lucien Hercule | Fréjus        | Sur la place Paul-Vernet                                                                       | Représentait Augustin Grisolle. Le piédestal est resté vide, puis un buste de Marc-Antoine Desaugiers est installé[Quand ?].                                               | 1899         | à géolocaliser | Monument au docteur Augustin Grisolle« Monument au docteur Grisolle à Fréjus », sur À nos grands hommes,« Monument au docteur Grisolle à Fréjus », sur e-monumen |
| Buste d'Ernest Reyer,                  | Denys Puech           | Le Lavandou   | À déterminer                                                                                   | Représentait Ernest Reyer. Un buste de remplacement réalisé par D. Godard est installé[Quand ?].                                                                           | 1916         | à géolocaliser | Buste d'Ernest Reyer« Monument à Ernest Reyer au Lavandou », sur À nos grands hommes,« Monument à Ernest Reyer au Lavandou », sur e-monumen                      |
| Buste d'Alphonse Karr,                 | Louis Maubert         | Saint-Raphaël | Intersection de l'avenue des Chèvrefeuilles et du boulevard Général-de-Gaulle, en front de mer | Représentait Alphonse Karr. Un médaillon de remplacement est placé sur le piédestal en 1949. Un buste de remplacement réalisé par Alice Fagny Sapet est installé[Quand ?]. | 1906         | à géolocaliser | Image manquante |
| Ornements de la fontaine Siagnole      | Théodore Rivière      | Valescure     | Carrefour des Anglais                                                                          | Ce qu'il reste de la fontaine est retiré entre 1983 et 1990. | 1905         | à géolocaliser | Image manquante |

### Vaucluse
| Œuvre                         | Auteur                  | Commune           | Localisation                                                         | Notes | Installation | Coordonnées    | Illustration |
| ----------------------------- | ----------------------- | ----------------- | -------------------------------------------------------------------- | --- | ------------ | -------------- | --- |
| Statue de Jean Althen,        | Jean-Louis Brian        | Althen-des-Paluds | Sur la place principale                                              | Représentait Jean Althen. Érigée en 1847 dans le jardin du rocher des Doms à Avignon. Une statue de remplacement réalisée par Marcella Kratz est installée en 2005. | 1936         | à géolocaliser | Statue de Jean Althen« Monument à Jean Althen à Avignon », sur À nos grands hommes,« Monument à Jean Althen à Avignon », sur e-monumen                         |
| Statue de Philippe de Girard, | Eugène Guillaume        | Avignon           | Sur la place de la gare                                              | Représentait Philippe de Girard. | 1882         | à géolocaliser | Image manquante |
| Les Lutteurs                  | Félix Charpentier       | Avignon           | Dans le square Saint-Martial                                         | | 1893         | à géolocaliser | Image manquante |
| Buste de Joseph Roumanille,   | Victorien Bastet        | Avignon           | Dans le square Saint-Martial, renommé jardin Perdiguier par la suite | Représentait Joseph Roumanille. Un buste de remplacement en marbre réalisé par Jean-Pierre Gras est installé en 1960.                                               | 1894         | à géolocaliser | Buste de Joseph Roumanille« Monument à Joseph Roumanille à Avignon », sur À nos grands hommes,« Monument à Joseph Roumanille à Avignon », sur e-monumen        |
| Buste de Paul Pamard,         | Victorien Bastet        | Avignon           | Rue de la République                                                 | Représentait Paul Pamard. Un buste de remplacement réalisé par Louis Ball est installé en 1960.                                                                     | 1894         | à géolocaliser | Buste de Paul Pamard« Monument à Paul Pamard à Avignon », sur À nos grands hommes,« Monument à Paul Pamard à Avignon », sur e-monumen                          |
| Buste de Théodore Aubanel,    | Frédéric-Étienne Leroux | Avignon           | Sur la place Saint-Didier                                            | Représentait Théodore Aubanel. Un buste de remplacement réalisé par Jean-Pierre Gras est érigé dans le square Agricol Perdiguier en 1952.                           | 1894         | à géolocaliser | Buste de Théodore Aubanel« Monument à Théodore Aubanel à Avignon », sur À nos grands hommes,« Monument à Théodore Aubanel à Avignon », sur e-monumen           |
| Monument à Arnaud de Fabre,   | Marius Saïn (de)        | Avignon           | Sur la place de Jérusalem                                            | | 1911         | à géolocaliser | Image manquante |
| Buste de Victorien Bastet     | Félix Charpentier       | Bollène           | Sur la place Victorien Bastet                                        | Représentait Victorien Bastet. Un buste de remplacement est installé[Quand ?].                                                                                      | 1910         | à géolocaliser | Image manquante |
| Buste de Louis Pasteur        | Félix Charpentier       | Bollène           | Avenue Pasteur                                                       | Représentait Louis Pasteur. Un buste de remplacement est installé sur la place du Félibrige en 1945.                                                                | 1924         | à géolocaliser | Image manquante |
| Buste de Castil-Blaze,        | Frédéric Viau           | Cavaillon         | Sur la place des Dominicains, renommée ensuite place Castil Blaze    | Représentait Castil-Blaze. Un buste de remplacement en pierre est installé en 1942.                                                                                 | 1894         | à géolocaliser | Buste de Castil-Blaze« Monument à François Castil Blaze à Cavaillon », sur À nos grands hommes,« Monument à François Castil Blaze à Cavaillon », sur e-monumen |